# 滋岡長彦
滋岡 長彦（しげおか ながひこ、1882年（明治15年）4月5日 - 没年不詳）は、日本の内務官僚。兵庫県姫路市長。

## 経歴
大阪府出身。1909年（明治42年）、東京帝国大学法科大学政治科を卒業し、高等文官試験に合格した。大阪府属、同警視、同泉南郡長、同三島郡長、栃木県芳賀郡長、同上都賀郡長、同理事官、京都府学務課長、和歌山県警察部長、山口県内務部長などを歴任した。
退官後の1925年（大正14年）に姫路市長に選出され、1930年（昭和5年）までの2期在任した。

## 家族
- 父・滋岡従長 ‐ 滋岡家は大阪天満宮の神主家で、従長はその11代目。[2][3]
- 妻・壮 ‐ 徳大寺家の諸大夫で家扶の堀川師克の二女。[2][4]
- 姻戚（岳父の姉妹の夫）に上田宗雄、滋賀重列。[2][5]